# De Daltons kopen zich vrij
De Daltons kopen zich vrij is het zesentwintigste album in de stripreeks Lucky Luke. Het verhaal werd geschreven door René Goscinny en getekend door Morris. Het album werd in 1965 uitgegeven door Dupuis.

## Inhoud
Er is een nieuw een rechtssysteem ontwikkeld waarbij bandieten met gevangenisstraf een maand lang de tijd krijgen om weer in te burgeren. Als ze een maand lang eerlijk blijven worden ze weer vrije burgers. Om dit systeem te testen neemt de rechtbank een bende zware bandieten: De Daltons. Lucky Luke krijgt de taak om in deze maand een oogje in het zeil te houden. De Daltons besluiten mee te doen, om na deze maand Lucky Luke neer te schieten, zodat niemand ze nog gevangen kan nemen. De eerste dag van de proefmaand zijn de burgers als de dood voor de Daltons. Maar zodra ze ingelicht zijn, beginnen ze de Daltons uit te buiten, omdat ze naar Lucky Luke kunnen gaan als de Daltons de fout in gaan. Er is zelfs een bandietenbende die de identiteit van de Daltons aanneemt en hieronder begint te plunderen. Deze bende wordt door Lucky Luke en de Daltons persoonlijk aangehouden. Hierna worden de Daltons gewaardeerde burgers (de maand is echter nog niet voorbij). De Daltons runnen een eigen bank die goed loopt. Uiteindelijk is de maand voorbij en beginnen de Daltons weer te plunderen. Ook nemen ze Lucky Luke en een senator gevangen om hen neer te schieten. Dan blijkt dat Averell, die de kalender heeft bijgehouden, de verkeerde maand bijgehouden heeft, waardoor de Daltons nog binnen de proefmaand misdrijven hebben gepleegd. De Daltons gaan terug naar de stad en geven al het gestolen goed terug, onder het mom dat het een grote grap was. Lucky Luke en de senator ontsnappen echter en houden de Daltons aan. De Daltons gaan terug naar de gevangenis, waar ze nu voor eeuwig moeten blijven en Lucky Luke gaat weer op pad.